# فرهاد حافظی
فرهاد حافظی جراح و پژوهشگر برجسته ایرانی-سوئیسی (آلمانی) می‌باشد. حافظی اولین بار در سال ۱۹۹۴ موفق به کشف ژن دژنراسیون شبکیه ناشی از نور شد و به عنوان یکی از محققین به نام در زمینه شبکیه چشم شناخته شده. او در سال ۲۰۰۳، تمرکز کار تحقیقاتی خود را به فیلد قرنیه تغیر داد. دکتر حافظی برای مدت طولانی در کنار بنیانگذار کلاژن کراس لینکینگ ([./ corneal collagen (cross-linking](CXL) فعالیت کرده و اکنون خودش به عنوان ادامه دهنده و لیدر این راه در دنیا شناخته می‌شود. تحقیقات بالینی و آزمایشگاهی اخیر حافظی بر روی درک بهتر از قرنیه تمرکز دارد. گروه پژوهشی او در دانشگاه زوریخ دارای سه هدف تحقیقاتی اصلی است:
- بررسی ساختار و عملکرد قرنیه در سطح مولکولی

بررسی زیست‌شناسی سلولهای قرنیه،
پژوهش‌های کاربردی‌سازی شده (Translational research)به منظور بهبود تکنیک‌های جراحی لیزر رفراکتیو که می‌توانند به رفع برخی از عوارض ناشی از این روش جراحی را کم کند.
- حافظی به عنوان یکی از متخصصان و لیدر برجسته در توسعه وکاربردی‌سازی متد کلاژن کراس لینکینگ (CXL) و کاربردهای متعدد آن در زمینه چشم پزشکی شناخته می‌شود.
- از جمله استفاده آن در درمان اختلالات اکتاتیک قرنیه مانند کراتوکونوس، Pellucid marginal degeneration و اکتازی پس از لیزیک می‌باشد. همچنین حافظی و همکارانش از پیشگامان استفاده از کلاژن کراس لینکینگ (CXL) برای درمان عفونت‌های قرنیه هستند، که این روش "photoctivated chromophor for cross-linking infectious keratitis" یا PACK-CXL نام دارد. حافظی از سال ۱۹۹۳حدود ۲۰۰ مقاله در مجله‌های علمی پیر ریویو (peer review) از جمله

منتشر کرده‌است.
فعالیت او در زمینه کلاژن کراس لینکینگ (CXL) او را کاندید دریافت جوایز بین‌المللی بسیاری در سالهای ۲۰۱۴، ۲۰۱۶ و ۲۰۱۸ کرده‌است. همتایانش حافظی را به عنوان یکی از ۱۰۰ چهره تأثیرگذار در علم چشم پزشکی می‌دانند.
او در حال حاضر استادیار بالینی چشم پزشکی در دانشکده پزشکی کک(Keck School of Medicine)، دانشگاه کالیفرنیا جنوبی(University of Southern California) و استاد چشم پزشکی در دانشگاه ژنو است.
او همچنین لیدر یک گروه پژوهشی (Ocular Cell Biology Group)در مرکز بیوتکنولوژی کاربردی و پزشکی مولکولی در دانشگاه زوریخ (Applied Biotechnology and Molecular Medicine at the University of Zurich)و مدیر کلینیک چشم پزشکی ELZA
(ELZA Institute) نیز می‌باشد.

## زندگی‌نامه و تحقیقات
حافظی در سال ۱۹۶۷ در رمشاید، آلمان متولد شد، اما در سال ۱۹۸۱ به فریبورگ در سوئیس تغیر مکان داد.
او رشته پزشکی را در فریبورگ و برن زیر نظر پروفسور پیتر وایدمن(Prof. Dr. med Peter Weidmann) به پایان رساند.
او از سال ۱۹۹۳ پس از پایان رشته پزشکی، در یک دوره دو ساله تحصیلات تکمیلی در رشته پزشکی تجربی و زیست‌شناسی( Experimental Medicine] and Biology) در دانشگاه زوریخ مشغول به تحصیل شد. او پس از این دوره دو ساله، حدود سه سال در آزمایشگاه سلولی مولکولی شبکیه در دپارتمان چشم پزشکی بیمارستان دانشگاهی زوریخ مشغول به کار و تحقیق شد، دقیقاً در همین زمان بود که موفق به کشف ژن c-fos شد. وجود این ژن باعث بروز بیماری دژنراسیون شبکیه ناشی از نور (light-induced apoptotic retinal degeneration) می‌شود؛ و این کشف او در آپریل ۱۹۹۷ بر روی جلد مجله پزشکی Nature ([./https://en.wikipedia.org/wiki/Nature_Medicine Nature Medicine]) به چاپ رسید که موفقیتی بزرگ و برجسته برای او و تیم پژوهشی که در آن مشغول به تحقیقات بود به حساب می‌آمد.
پس از آن حافظی تمرکز تحقیقاتی خود را بر روی دژنراسیون سلولی و شبکیه معطوف کرد.
که به صورت اختصاصی تر بر روی light-induced photoreceptor death in the absence of [ p53] and JunD/AP-1 متمرکز بود، کاری که نتیجه اش در دو ژرنال معروف IOVS و Cell Death & Differentiation به چاپ رسید.
در سال ۲۰۰۰ حافظی و همکارانش نشان دادند که Fra1 می‌تواند مانندژن c-Fos باعث مرگ سلول‌های گیرنده نور در شبکیه بشود. این کار او در همان سال در مجله معروف Genes & Development] به چاپ رسید.
در همان سال حافظی در تیم تحقیقاتی دیگری فعالیت می‌کرد که توانستند آنزیم / RPE65 را در چرخه بینایی کشف کنند که یکی از عوامل اصلی دژنراسیون شبکیه در اثر نور (light-induced retinal degeneration) می‌باشد؛ که مقاله آن در مجله Nature Genetics. چاپ شد.
در سال ۲۰۰۱، حافظی بر روی پروژه یافتن مسیرهای مولکولی که باعث آپوپتوز سلول‌های شبکیه در اثر نور می‌شوند فعالیت می‌کرد، کاری که مقاله آن در مجله معتبر Cell Death & Differentiation به چاپ رسید.
در این مقاله به این موضوع اشاره شده بود که آپوپتوز
گیرندهای نوری (فتو رسپتورها) شبکیه مستقل از فسفوریلاسیون N-ترمینال یکی از اجزاء ژن AP-1 به نام c-Jun می‌باشد.
در همان سال، او و گروهی از محققان با استفاده از یک تغییر پایه در کدون ۴۵۰ از ژن RPE65 (Leu450Met variation) در یک نژادموش استفاده کردند، که در موش‌های جهش یافته سرعت احیاء ردوپسین بسیار کمتر از نوع وحشی آن بود.
آنها مشاهده کردند که این جهش باعث افزایش مقاومت شبکیه در برابر دژنراسیون ناشی از نور در گیرندهای نوری شبکیه (light-induced retinal [./https://en.wikipedia.org/wiki/Degeneration degeneration]) می‌شود و همچنان نشاندهنده آن است که آسیب دیدگی نوری شبکیه به کینتیک احیاء ردوپسین وابسته است.

## کراس لینکینگ قرنیه
در سال ۲۰۰۲، او فوق تخصص خود را در فیلد قرنیه گرفت و علاقه بالینی و تحقیقاتی خود را به قرنیه تغییر داد. . و کار او به توسعه اصول (CXL) کراس لینکینگ کلاژن قرنیه کمک کرد و CXL را از یک یافته آزمایشگاهی به یک متد بالینی تبدیل کرد، و در ابتدا از آن برای درمان کراتوکونوس استفاده کرد. ترکیبی از دانش علوم پایه همراه با تجربه بالینی و جراحی CXL، باعث شده‌است که او به یکی از متخصصان برجسته جهان در هر دو زمینه کراتوکونوس و CXL تبدیل شود.
امروزه CXL به عنوان درمان انتخابی برای کراتوکونوس پیشرونده و اکتازی‌های قرنیه در نظر گرفته می‌شود، که این امر نیاز به پیوند قرنیه را به نصف کاهش داده‌است.
حافظی همچنان جهت گسترش تعداد افرادی که می‌توانند از CXL سود ببرند، تلاش می‌کند.
به‌طور خلاصه، روش اصلی انجام CXL پروتکل Dresden نامیده می‌شود، این پروتکل شامل حذف ۸–۱۰ میلی‌متر مرکزی اپیتلیوم قرنیه در بیماران بالغ که قرنیه ضخیم‌تر از ۴۰۰ میکرومتر داشته باشند و استفاده از محلول ریبوفلاتوین ۰٫۱ درصد در قرنیه به مدت ۳۰ دقیقه قبل از تاباندن اشعه و همچنین هر ۵ دقیقه در طول تابش اشعه ماوراء بنفش -A (UV-A)به با قدرت 3 MW / cm² می‌باشد.
حافظی تلاش کرده‌است تا مرزهای استفاده از کراس لینکینگ را گسترش دهد، از این رو او پیشگام درمان کودکان مبتلا به کراتوکونوس با تکنولوژی CXL می‌باشد، او همچنین معرفی کننده استفاده از محلول ریبوفلاوین هیپو اسمولار برای درمان افراد مبتلا به قرنیه نازک (≤ ۴۰۰ میکرون) با تکنولوژیCXL می‌باشد. او همچنین پیشگام استفاده از تکنولوژیCXL برای درمان اکتازی پس از لیزیک(post-LASIK ectasia)می‌باشد. تجربیات حاصل از انجام دادن این عمل‌ها باعث شده که حافظی به یک متخصص بین‌المللی پیشرو در زمینه اکتازی قرنیه به‌طور کلی و به‌طور خاص در keratoconus تبدیل شود. تخصص او در درمان کودکان مبتلا به کراتوکونوس با استفاده از CXL منجر به مشارکت او در تعیین استانداردهای ایمنی و بهترین مدل‌های عمل برای درمان این بیماران شده‌است. حافظی استفاده‌های درمانی دیگر CXL را نیز مورد بررسی و آزمایش قرار داده‌است.
درمان کراتوکونوس کودکان با استفاده از CXL و همچنین استفاده از CXL برای درمان کراتیت‌های عفونی از جمله روشهای جدید او می‌باشد. حافظی همچنین دارای دو اختراع پزشکی نیز می‌باشد، که هر دو به تکنولوژی CXL و درمان با CXL مرتبط هستند.

## جوایز و جایگاه علمی
حافظی به دلیل کمک به پیشرفت و کاربردی سازی تکنولوژی کراس لینکینگ (CXL technology)جوایز بین‌المللی بسیاری را از آن خود کرده‌است، که در ادامه به آنها اشاره شده‌است:
- جایزه جهانی کراتوکونوس (۲۰۰۹) برای کار در زمینه تکنولوژی CXL.
- جایزه کارل کمراس ۲۰۱۴ برای translational research (انجمن تحقیقات چشم و چشم پزشکی (ARVO))
- مدال طلای 2014 IIRSI برای تلاش‌هایش در کاربردی سازی بالینی CXL در چشم پزشکی
- عضو برتر لیست ۱۰۰ چشم پزشک برتر (۲۰۱۴، ۲۰۱۶، ۲۰۱۸ - فهرست دوسالانه)[۱۲]
- جایزه Casebeer (2014) از انجمن بین‌المللی جراحی انکساری[۱۳]
- جایزه بین‌المللی المغربی ۲۰۱۶ برای مشارکت‌های سازنده او به علم چشم پزشکی[۱۴]
- مدال طلای 2016 SAMIR برای کراس لینکینگ موفق قرنیه[۱۵]
- در سال ۲۰۱۶ به عنوان عضو افتخاری شوری مجارستان (Societas Hungarica Ad Implantandam Oculi Lenticulam) انتخاب شد[۱۶]
- در سال ۲۰۱۹ به عنوان FARVO (Fellow of ARVO) انتخاب شده‌است

علاوه بر این، در سال ۲۰۱۲، حافظی و همکارش، دکتر اولیویر ریچوز(Dr. Olivier Richoz)، جایزه INNOGAP دانشگاه ژنو را برای ساخت یک دستگاه پزشکی یکبار مصرف (the C-Eye device) برای انجام PACK-CXL به دست آوردند.
حافظی یکی از متخصصین چشم پزشکی برجسته دنبا می‌باشد؛ که دارای H-index 44 و مجموعاً دارای بیش از ۷،300 citations می‌باشد.

## عضویت در مجامع علمی بین‌المللی
- انجمن تحقیقات چشم و چشم پزشکی (ARVO)
- ESCRS (انجمن اروپایی جراحی‌های کاتاراکت و انکساری)
- EUCornea
- AAO (آکادمی آمریکایی چشم پزشکی)
- SOG

## کتاب ها
1. کتابCorneal collagen cross-linking, Randleman B, Hafezi F, Editors. 2013, Slack Inc.: Thorofare, NJ, USA

## فصل های تالیفی
1. Richoz O, Hafezi F Modifications for Thin Corneas, in Corneal collagen cross-linking, Randleman B, Hafezi F, Editors. 2013, Slack Inc.: Thorofare, NJ, USA. 51-55.
2. Hafezi F, Mavrakanas N Corneal Collagen Cross-Linking for Postoperative Corneal Ectasia, in Corneal collagen cross-linking, Randleman B, Hafezi F, Editors. 2013, Slack Inc.: Thorofare, NJ, USA. 75-81.
3. Pajic B, Latinovic S, Hafezi F, Pajic-Eggspuehler B, Mrochen M, Fankhauser F Lamellar corneal resection with LDV Crystal line femtosecond laser after penetrating keratoplasty, in Femtosecond laser technology, Gark A, Editor. 2012, Jaypee Brothers: Mumbai.
4. Pajic B, Hafezi F, Pajic-Eggspuehler B, Mrochen M, Mueller J, Pajic D, Fankhauser F Applanation-free femtosecond laser processing of the cornea, in Femtosecond laser technology, Gark A, Editor. 2012, Jaypee Brothers: Mumbai.
5. Iseli HP, Hafezi F, Mrochen M, Seiler T Estado actual de la reticulación del colágeno corneal, in Técnicas de modelado corneal: desde la ortoqueratologia hasta el cross-linking, Cezón Prieto J, Editor. 2009, Sociedad Española de Cirurgia Ocular Implanto-Refractiva: Madrid. 381-86.
6. Hafezi F, Iseli HP, Seiler T Automated anterior lamellar keratoplasty for the management of complications in refractive surgery, in Surgical techniques in anterior and posterior lamellar corneal surgery, John T, Editor. 2005, Slack Inc.: New York. (in press).
7. Mrochen M, Jankov M, Iseli HP, Hafezi F, Seiler T Retinal imaging aberrometry - principles and application of the Tscherning aberrometer, in Wavefront Customized Visual Correction: The Quest for Super Vision II, MacRae S, Krueger RR, Applegate RA, Editors. 2003, Slack Incorporated: New York. 137-43.
8. Hafezi F, Abegg M, Wenzel A, Grimm C, Remé CE Lichtschäden des Auges: ein Überblick, in Risikofaktoren für Augenerkrankungen, Erb C, Flammer J, Editors. 1999, Hans Huber: Bern, Göttingen, Toronto, Seattle. 277-83.
9. Remé CE, Hafezi F, Marti A, Munz K, Reinboth JJ Light damage to retina and pigment epithelium, in The Retinal Pigment Epithelium, current aspects of function and disease, Marmor MF, Wolfensberger T, Editors. 1998, Oxford University Press: Oxford. 563-86.
10. Remé CE, Bush R, Hafezi F, Wenzel A, Grimm C Photostasis and beyond: where adaptation ends, in Photostasis and related phenomena, Williams TP, Thistle AB, Editors. 1998, Plenum Press: New York. 199-206.
11. Hafezi F, Marti A, Steinbach JP, Munz K, Aguzzi A, Remé CE Light-induced retinal degeneration is prevented in mice lacking c-fos, in Degenerative retinal diseases, LaVail MM, Hollyfield JG, Anderson RE, Editors. 1998, Plenum Press: New York. 193-98.
12. Remé CE, Hafezi F, Grimm C, Wenzel A UV- und Lichtschäden des Auges - wie kann man sich schützen?, in Physikalische Therapiemassnahmen in der Dermatologie, Dummer R, Panizzon R, Burg G, Editors. 1997, Blackwell Wissenschaftsverlag: Berlin. 200-09.
13. Hafezi F, Marti A, Munz K, Remé CE Early events in light-induced apoptosis of photoreceptors and pigment epithelium of rats in vivo, in Les Seminaires ophthalmologiques Ipsen. 1997, Editions Irvinn: Paris. 13-17.
14. Reme CE, Weller M, Szczesny P, Munz K, Hafezi F, Reinboth JJ, Clausen M Light-induced apoptosis in the rat retina in vivo: morphological features, threshold and time course, in Degenerative diseases of the retina, Anderson RE, LaVail MM, Hollyfield JG, Editors. 1995, Plenum Press: New York. 19-25.